# براندان بنسون
براندان بنسون (بالإنجليزية: Brendan Benson)‏ هو مغني وموسيقي أمريكي، ولد في 14 نوفمبر 1970 في رويال أوك في الولايات المتحدة.

## وصلات خارجية
- الموقع الرسمي
- براندان بنسون على موقع ميوزك برينز (الإنجليزية)
- براندان بنسون على موقع رولينغ ستون (الإنجليزية)
- براندان بنسون على موقع أول ميوزيك (الإنجليزية)
- براندان بنسون على موقع ديسكوغز (الإنجليزية)